# Запорізьке (Великомихайлівська сільська громада)
Запорі́зьке — село в Україні, у Великомихайлівській сільській громаді Синельниківського району Дніпропетровської області. Населення становить 103 особи. До 2016 року орган місцевого самоврядування — Березівська сільська рада.

## Географія
Село Запорізьке розташоване за 170 км від обласного центру та 123 км від районного центру. Найближчі сусідні села: Тернове, Березове та Новомиколаївка (за 2 км). Селом тече  пересихаючий струмок із загатою.

## Назва
За часів козаччини у цьому районі існували численні хутори та зимівники запорозьких козаків. Тож назва хутора, а потім села, данина пам'яті тих славних лицарів нашого народу. Крім того, сюди переселялись жителі з сіл Запорізької області.

## Історія
Село засноване 1922 року.
9 вересня 2016 року, в ході децентралізації, Березівська сільська рада об'єднана з Великомихайлівською сільською громадою Покровського району.
12 червня 2020 року, відповідно до розпорядження Кабінету Міністрів України № 709-р від «Про визначення адміністративних центрів та затвердження територій територіальних громад Дніпропетровської області», увійшло до складу Великомихайлівської сільської громади.
19 липня 2020 року, в результаті адміністративно-територіальної реформи та ліквідації Покровського району, село увійшло до складу новоутвореного Синельниківського району.

## Населення

### Мова
Розподіл населення за рідною мовою за даними перепису 2001 року: 
| Мова       | Кількість | Відсоток |
| ---------- | --------- | -------- |
| українська | 100       | 97.09%   |
| російська  | 1         | 0.97%    |
| білоруська | 1         | 0.97%    |
| румунська  | 1         | 0.97%    |
| Усього     | 103       | 100%     |